# Кубок Італії з футболу
Кубок Італії з футболу (італ. Coppa Italia) — футбольний кубковий турнір національного рівня в Італії, який проводиться щорічно Національною професійною лігою під егідою Італійської федерації футболу.

## Історія
Перший Кубок Італії відбувся в 1922 році. Спроба провести турнір вдруге в 1926/27 роках була невдалою (турнір було припинено після чотирьох турів), і лише з сезону 1935/36 років Кубок почали розігрувати щороку. Починаючи з 1943 року, розіграші Кубків знову припинили у зв’язку з Другою світовою війною і відновили лише в 1958 році.

Відзнака володаря Кубка Італії

Команда, яка виборює кубок, у наступному сезоні має право носити на своїй офіційній клубній формі круглу позначку кольорів італійського прапора — «кокарду» (італ. La Coccarda), кубковий аналог скудетто. Переможець Кубка Італії здобуває право виступати в наступному сезоні в Лізі Європи.
За кількістю перемог у Кубках лідирує «Ювентус» — 14 перемог, «Рома» — 9, «Інтернаціонале» — 8 та «Лаціо» — 7. «Ювентус» найчастіше доходив до фіналу змагань (21 раз), «Рома» — 17, «Інтернаціонале» — 15, «Торіно» та «Мілан» — 14.
За історію розіграшів Кубків Італії вісім разів траплялися дублі, коли одна команда під час одного сезону перемагала в чемпіонаті країні і виборювала Кубок; тричі це вдавалося «Ювентусу» (в 1959-60, 1994-95 і 2014—15 роках) та «Інтернаціонале» (2005-06 і 2009-10), і по одному разу «Торіно» (1942–1943), «Наполі» (1986–1987) і «Лаціо» (1999–2000); втім, «Інтер» отримав чемпіонський титул 2006 року завдяки дискваліфікації «Ювентуса» і «Мілана» внаслідок скандалу з договірними матчами.
У 1962 році єдиний раз в історії турніру Кубок здобула команда, яка грала в Серії B — «Наполі». У 1987 році «Наполі» встановив ще один рекорд змагань, вигравши всі тринадцять кубкових матчів; це досягнення повторила «Фіорентина» в 1996 році.
Матчі Кубка Італії, на відміну від кубків інших європейських країн, не дуже популярні серед уболівальників; якщо матчі чемпіонату між провідними клубами країни збирають у середньому по 50000 глядачів, кубкові матчі між тими же самими командами відвідують лише по 30000 вболівальників. Значну увагу привертає, як правило, тільки фінал, який до 2007 року розігрували у двох матчах — домашньому й гостьовому. Причина цього, очевидно, полягає в тому, що провідні клуби часто виставляють на кубкові матчі свій дублюючий склад, даючи найкращим гравцям відпочити.
У п'яти (з шести з 2005 по 2010) фіналах Кубка (в 2005, 2006, 2007, 2008 і 2010 роках) зустрічалися міланський «Інтер» і столична «Рома». У 2005, 2006 і 2010 роках перемагав «Інтер», а у 2007, 2008 роках — «Рома».

## Регламент
Починаючи з сезону 2005/06 турнір проводиться за новою формулою. В змаганнях беруть участь усі команди Серій A і B (вищої і першої ліги, відповідно 20 і 22 команди), 28 найкращих команд Серій C1 і C2, а також дві найкращі команди аматорської Серії D, всього 72 команди. Турнір починається у серпні. На початку розіграшу в ньому беруть участь лише 64 команди; вісім найкращих команд Серії A долучаються до турніру лише на етапі ⅛ фіналу. Переможці в перших трьох турах виявляються в єдиному матчі, який проходить на полі тієї команди, яка у зведеній таблиці результатів посідає нижчу ланку. Після цього вісім переможців третього туру грають з вісьма найкращими командами Серії A; переможець в останніх турах визначається за результатами двох матчів — на своєму полі і на полі суперника.
Решта команд Серій С1 і C2 розігрує окремий Кубок Італії Серії C. Команди Серії D розігрують між собою Кубок Італії серед аматорів.

### Визначення пар
Команди розбиваються на пари без жеребкування, базуючись лише на позиції команди у зведеній таблиці, складеній з урахуванням результатів попереднього сезону. В першому турі 72-а команда грає з 9-ю, 71-а — з 10-ю, 70-а з 11-ю і так далі. Пари суперників для другого і всіх наступних турів визначаються за тим же принципом: переможець пари 40–41 грає з переможцем пари 9–72, переможець пари 39–42 — з переможцем пари 10–71 і так далі; цей порядок не змінюється навіть якщо в попередньому турі в обох парах фаворити програли.
Початкова таблиця для розбиття на пари формується за такими принципами:
- Першу позицію посідає переможець Кубка попереднього сезону;
- Позиції з 2 по 8 посідають команди, які в поточному сезоні грають у Лізі Чемпіонів або Кубку УЄФА, за винятком команди, яка вже посіла першу позицію; якщо таких команд менше, ніж треба, останні позиції заповнюються командами Серії А згідно з турнірною таблицею попереднього сезону.
- Позиції з 9 по 17 заповнюються командами, що посіли відповідні місця в попередньому сезоні Серії A.
- Позиції з 18 по 20 посідають три команди Серії B, які в попередньому сезоні піднялися до Серії A.
- Позиції з 21 по 23 посідають три команди Серії А, які в попередньому сезоні опустилися до Серії B.
- Позиції з 24 по 37 заповнюються рештою команд Серії B в порядку їх знаходження в турнірній таблиці попереднього сезону до 17 місця.
- Позицію 38 посідає переможець перехідних матчів між Серіями B і C1
- Позиції з 39 по 42 заповнюють чотири команди Серії C1, які в попередньому сезоні піднялися до Серії B.
- Позиції з 43 по 47 заповнюють чотири команди Серії B, які в попередньому сезоні опустилися до Серії C1.
- Позиції з 47 по 70 заповнюють 23 команди Серій C1 і C2, обрані Національною професійною лігою.
- Позиції 71 і 72 резервуються для двох аматорських команд (Серії D і нижче), обраних лігою.

## Розіграші
| Рік  | Переможець            | Фінал                                                                 | Фінал                                                                 | Фінал                                                                 | Фінал                                                                 |
| Рік  | Переможець            | Дата                                                                  | Місце                                                                 | Команди                                                               | Результат                                                             |
| ---- | --------------------- | --------------------------------------------------------------------- | --------------------------------------------------------------------- | --------------------------------------------------------------------- | --------------------------------------------------------------------- |
| 1922 | Вадо                  | 16 липня 1922                                                         | Генуя                                                                 | Вадо — Удінезе                                                        | 0:0 (дод. час 1:0)                                                    |
| 1927 | Розіграш не закінчено | Розіграш не закінчено                                                 | Розіграш не закінчено                                                 | Розіграш не закінчено                                                 | Розіграш не закінчено                                                 |
| 1936 | Торіно                | 11 червня 1936                                                        | Генуя                                                                 | Торіно — Алессандрія                                                  | 5:1                                                                   |
| 1937 | Дженоа                | 6 червня 1936                                                         | Флоренція                                                             | Дженоа — Рома                                                         | 1:0                                                                   |
| 1938 | Ювентус               | 16 травня 1938 8 травня 1938                                          | Турин                                                                 | Торіно — Ювентус — Торіно                                             | 1:3 2:1                                                               |
| 1939 | Інтернаціонале        | 18 травня 1939                                                        | Рим                                                                   | Інтернаціонале — Новара                                               | 2:1                                                                   |
| 1940 | Фіорентина            | 15 червня 1940                                                        | Флоренція                                                             | Фіорентина — Дженоа                                                   | 1:0                                                                   |
| 1941 | Венеція               | 8 червня 1941 15 червня 1941                                          | Рим Венеція                                                           | Рома — Венеція — Рома                                                 | 3:3 1:0                                                               |
| 1942 | Ювентус               | 21 червня 1942 28 червня 1942                                         | Мілан Турин                                                           | Мілан — Ювентус — Мілан                                               | 1:1 4:1                                                               |
| 1943 | Торіно                | 30 травня 1943                                                        | Мілан                                                                 | Торіно — Венеція                                                      | 4:0                                                                   |
| 1958 | Лаціо                 | 2 червня 1958                                                         | Рим                                                                   | Лаціо — Фіорентина                                                    | 1:0                                                                   |
| 1959 | Ювентус               | 10 червня 1959                                                        | Мілан                                                                 | Інтернаціонале — Ювентус                                              | 1:4                                                                   |
| 1960 | Ювентус               | 18 вересня 1960                                                       | Мілан                                                                 | Ювентус — Фіорентина                                                  | 2:2 (дод. час 3:2)                                                    |
| 1961 | Фіорентина            | 11 червня 1961                                                        | Флоренція                                                             | Фіорентина — Лаціо                                                    | 2:0                                                                   |
| 1962 | Наполі                | 21 червня 1962                                                        | Рим                                                                   | Наполі — СПАЛ                                                         | 2:1                                                                   |
| 1963 | Аталанта              | 2 червня 1963                                                         | Мілан                                                                 | Аталанта — Торіно                                                     | 3:1                                                                   |
| 1964 | Рома                  | 6 вересня 1964 1 листопада 1964                                       | Рим Турин                                                             | Рома — Торіно — Рома                                                  | 0:0 0:1                                                               |
| 1965 | Ювентус               | 29 серпня 1965                                                        | Рим                                                                   | Ювентус — Інтернаціонале                                              | 1:0                                                                   |
| 1966 | Фіорентина            | 19 травня 1966                                                        | Рим                                                                   | Фіорентина — Катандзаро                                               | 1:1 (дод. час 2:1)                                                    |
| 1967 | Мілан                 | 16 червня 1967                                                        | Рим                                                                   | Мілан — Падова                                                        | 1:0                                                                   |
| 1968 | Торіно                | Перемога в «турнірі чотирьох» над Міланом, Інтернаціонале та Болоньєю | Перемога в «турнірі чотирьох» над Міланом, Інтернаціонале та Болоньєю | Перемога в «турнірі чотирьох» над Міланом, Інтернаціонале та Болоньєю | Перемога в «турнірі чотирьох» над Міланом, Інтернаціонале та Болоньєю |
| 1969 | Рома                  | Перемога в «турнірі чотирьох» над Кальярі, Торіно та Фоджею           | Перемога в «турнірі чотирьох» над Кальярі, Торіно та Фоджею           | Перемога в «турнірі чотирьох» над Кальярі, Торіно та Фоджею           | Перемога в «турнірі чотирьох» над Кальярі, Торіно та Фоджею           |
| 1970 | Болонья               | Перемога в «турнірі чотирьох» над Торіно, Кальярі та Варезе           | Перемога в «турнірі чотирьох» над Торіно, Кальярі та Варезе           | Перемога в «турнірі чотирьох» над Торіно, Кальярі та Варезе           | Перемога в «турнірі чотирьох» над Торіно, Кальярі та Варезе           |
| 1971 | Торіно                | 27 червня 1971                                                        | Генуя                                                                 | Торіно — Мілан                                                        | 0:0 (п. пен. 5:3)                                                     |
| 1972 | Мілан                 | 5 липня 1972                                                          | Рим                                                                   | Мілан — Наполі                                                        | 2:0                                                                   |
| 1973 | Мілан                 | 1 липня 1972                                                          | Рим                                                                   | Мілан — Ювентус                                                       | 1:1 (п. пен. 5:2)                                                     |
| 1974 | Болонья               | 23 травня 1974                                                        | Рим                                                                   | Болонья — Палермо                                                     | 1:1 (п. пен. 4:3)                                                     |
| 1975 | Фіорентина            | 28 червня 1975                                                        | Рим                                                                   | Фіорентина — Мілан                                                    | 3:2                                                                   |
| 1976 | Наполі                | 29 червня 1976                                                        | Рим                                                                   | Наполі — Верона                                                       | 4:0                                                                   |
| 1977 | Мілан                 | 3 липня 1977                                                          | Мілан                                                                 | Мілан — Інтернаціонале                                                | 2:0                                                                   |
| 1978 | Інтернаціонале        | 8 червня 1978                                                         | Рим                                                                   | Інтернаціонале — Наполі                                               | 2:1                                                                   |
| 1979 | Ювентус               | 17 травня 1979                                                        | Неаполь                                                               | Ювентус — Палермо                                                     | 1:1 (дод. час 2:1)                                                    |
| 1980 | Рома                  | 17 травня 1980                                                        | Рим                                                                   | Рома — Торіно                                                         | 0:0 (п. пен. 3:2)                                                     |
| 1981 | Рома                  | 13 червня 1981 17 червня 1981                                         | Рим Турин                                                             | Рома — Торіно — Рома                                                  | 1:1 1:1 (п. пен. 2:4)                                                 |
| 1982 | Інтернаціонале        | 5 травня 1982 20 травня 1982                                          | Мілан Турин                                                           | Інтернаціонале — Торіно — Інтернаціонале                              | 1:0 1:1                                                               |
| 1983 | Ювентус               | 19 червня 1983 22 червня 1983                                         | Верона Турин                                                          | Верона — Ювентус — Верона                                             | 2:0 2:0 (дод. час 3:0)                                                |
| 1984 | Рома                  | 21 червня 1984 26 червня 1984                                         | Верона Рим                                                            | Верона — Рома — Верона                                                | 1:1 1:0                                                               |
| 1985 | Сампдорія             | 30 червня 1985 3 липня 1985                                           | Мілан Генуя                                                           | Мілан — Сампдорія — Мілан                                             | 0:1 2:1                                                               |
| 1986 | Рома                  | 7 червня 1986 14 червня 1986                                          | Генуя Рим                                                             | Сампдорія — Рома — Сампдорія                                          | 2:1 2:0                                                               |
| 1987 | Наполі                | 7 червня 1987 13 червня 1987                                          | Неаполь Бергамо                                                       | Наполі — Аталанта — Наполі                                            | 3:0 0:1                                                               |
| 1988 | Сампдорія             | 5 травня 1988 19 травня 1988                                          | Генуя Турин                                                           | Сампдорія — Торіно — Сампдорія                                        | 2:0 2:0 (дод. час 2:1)                                                |
| 1989 | Сампдорія             | 7 червня 1989 28 червня 1989                                          | Неаполь Кремона                                                       | Наполі — Сампдорія — Наполі                                           | 1:0 4:0                                                               |
| 1990 | Ювентус               | 28 лютого 1990 25 квітня 1990                                         | Турин Мілан                                                           | Ювентус — Мілан — Ювентус                                             | 0:0 0:1                                                               |
| 1991 | Рома                  | 30 травня 1991 9 червня 1991                                          | Рим Генуя                                                             | Рома — Сампдорія — Рома                                               | 3:1 1:1                                                               |
| 1992 | Парма                 | 7 травня 1992 14 травня 1992                                          | Турин Парма                                                           | Ювентус — Парма — Ювентус                                             | 1:0 2:0                                                               |
| 1993 | Торіно                | 12 червня 1993 19 червня 1993                                         | Турин Рим                                                             | Торіно — Рома — Торіно                                                | 3:0 5:2                                                               |
| 1994 | Сампдорія             | 6 квітня 1994 20 квітня 1994                                          | Анкона Генуя                                                          | Анкона — Сампдорія — Анкона                                           | 0:0 6:1                                                               |
| 1995 | Ювентус               | 7 червня 1995 11 червня 1995                                          | Турин Парма                                                           | Ювентус — Парма — Ювентус                                             | 1:0 0:2                                                               |
| 1996 | Фіорентина            | 2 травня 1996 18 червня 1996                                          | Флоренція Бергамо                                                     | Фіорентина — Аталанта — Фіорентина                                    | 1:0 0:2                                                               |
| 1997 | Віченца               | 8 травня 1997 29 травня 1997                                          | Неаполь Віченца                                                       | Наполі — Віченца — Наполі                                             | 1:0 1:0 (дод. час 3:0)                                                |
| 1998 | Лаціо                 | 14 квітня 1998 5 травня 1998                                          | Рим Мілан                                                             | Лаціо — Інтернаціонале — Лаціо                                        | 2:1 0:0                                                               |
| 1999 | Парма                 | 14 квітня 1999 5 травня 1999                                          | Парма Флоренція                                                       | Парма — Фіорентина — Парма                                            | 1:1 2:2                                                               |
| 2000 | Лаціо                 | 12 квітня 2000 18 травня 2000                                         | Рим Мілан                                                             | Лаціо — Інтернаціонале — Лаціо                                        | 2:1 0:0                                                               |
| 2001 | Фіорентина            | 24 травня 2001 16 червня 2001                                         | Парма Флоренція                                                       | Парма — Фіорентина — Парма                                            | 0:1 1:1                                                               |
| 2002 | Парма                 | 25 квітня 2002 10 травня 2002                                         | Турин Парма                                                           | Ювентус — Парма — Ювентус                                             | 2:1 1:0                                                               |
| 2003 | Мілан                 | 20 травня 2003 31 травня 2003                                         | Рим Мілан                                                             | Рома — Мілан — Рома                                                   | 1:4 2:2                                                               |
| 2004 | Лаціо                 | 17 березня 2004 12 травня 2004                                        | Рим Турин                                                             | Лаціо — Ювентус — Лаціо                                               | 2:0 2:2                                                               |
| 2005 | Інтернаціонале        | 12 червня 2005 15 червня 2005                                         | Рим Мілан                                                             | Рома — Інтернаціонале — Рома                                          | 0:2 1:0                                                               |
| 2006 | Інтернаціонале        | 3 травня 2006 11 травня 2006                                          | Рим Мілан                                                             | Рома — Інтернаціонале — Рома                                          | 1:1 3:1                                                               |
| 2007 | Рома                  | 9 травня 2007 17 травня 2007                                          | Рим Мілан                                                             | Рома — Інтернаціонале — Рома                                          | 6:2 2:1                                                               |
| 2008 | Рома                  | 24 травня 2008                                                        | Рим                                                                   | Рома — Інтернаціонале                                                 | 2:1                                                                   |
| 2009 | Лаціо                 | 13 травня 2009                                                        | Рим                                                                   | Лаціо — Сампдорія                                                     | 1:1 (пен. 6:5)                                                        |
| 2010 | Інтернаціонале        | 5 травня 2010                                                         | Рим                                                                   | Рома — Інтернаціонале                                                 | 0:1                                                                   |
| 2011 | Інтернаціонале        | 29 травня 2011                                                        | Рим                                                                   | Інтернаціонале — Палермо                                              | 3:1                                                                   |
| 2012 | Наполі                | 20 травня 2012                                                        | Рим                                                                   | Ювентус — Наполі                                                      | 0:2                                                                   |
| 2013 | Лаціо                 | 26 травня 2013                                                        | Рим                                                                   | Рома — Лаціо                                                          | 0:1                                                                   |
| 2014 | Наполі                | 4 травня 2014                                                         | Рим                                                                   | Фіорентина — Наполі                                                   | 1:3                                                                   |
| 2015 | Ювентус               | 20 травня 2015                                                        | Рим                                                                   | Ювентус — Лаціо                                                       | 2:1 (д.ч.)                                                            |
| 2016 | Ювентус               | 21 травня 2016                                                        | Рим                                                                   | Мілан — Ювентус                                                       | 0:1 (д.ч.)                                                            |
| 2017 | Ювентус               | 17 травня 2017                                                        | Рим                                                                   | Ювентус — Лаціо                                                       | 2:0                                                                   |
| 2018 | Ювентус               | 9 травня 2018                                                         | Рим                                                                   | Ювентус — Мілан                                                       | 4:0                                                                   |
| 2019 | Лаціо                 | 15 травня 2019                                                        | Рим                                                                   | Лаціо — Аталанта                                                      | 2:0                                                                   |
| 2020 | Наполі                | 17 червня 2020                                                        | Рим                                                                   | Наполі — Ювентус                                                      | 0:0 (пен. 4:2)                                                        |
| 2021 | Ювентус               | 19 травня 2021                                                        | Реджо-нель-Емілія                                                     | Атланта — Ювентус                                                     | 1:2                                                                   |
| 2022 | Інтернаціонале        | 11 травня 2022                                                        | Рим                                                                   | Ювентус — Інтернаціонале                                              | 2:4 (д.ч.)                                                            |
| 2023 | Інтернаціонале        | 24 травня 2023                                                        | Рим                                                                   | Фіорентіна — Інтернаціонале                                           | 1:2                                                                   |
| 2024 | Ювентус               | 15 травня 2024                                                        | Рим                                                                   | Атланта — Ювентус                                                     | 0:1                                                                   |
| 2025 | Болонья               | 14 травня 2025                                                        | Рим                                                                   | Мілан — Болонья                                                       | 0:1                                                                   |

## Переможці та фіналісти
| Клуб           | Фіналів | Фіналів  | Роки                                                                                     |
| Клуб           | Виграно | Програно | Роки                                                                                     |
| -------------- | ------- | -------- | ---------------------------------------------------------------------------------------- |
| Ювентус        | 15      | 7        | 1938, 1942, 1959, 1960, 1965, 1979, 1983, 1990, 1995, 2015, 2016, 2017, 2018, 2021, 2024 |
| Рома           | 9       | 8        | 1964, 1969, 1980, 1981, 1984, 1986, 1991, 2007, 2008                                     |
| Інтернаціонале | 9       | 7        | 1939, 1978, 1982, 2005, 2006, 2010, 2011, 2022, 2023                                     |
| Лаціо          | 7       | 3        | 1958, 1998, 2000, 2004, 2009, 2013, 2019                                                 |
| Наполі         | 6       | 4        | 1962, 1976, 1987, 2012, 2014, 2020                                                       |
| Фіорентіна     | 6       | 5        | 1940, 1961, 1966, 1975, 1996, 2001                                                       |
| Торіно         | 5       | 9        | 1936, 1943, 1968, 1971, 1993                                                             |
| Мілан          | 5       | 10       | 1967, 1972, 1973, 1977, 2003                                                             |
| Сампдорія      | 4       | 3        | 1985, 1988, 1989, 1994                                                                   |
| Парма          | 3       | 2        | 1992, 1999, 2002                                                                         |
| Болонья        | 3       | 1        | 1970, 1974, 2025                                                                         |
| Аталанта       | 1       | 5        | 1963                                                                                     |
| Дженоа         | 1       | 1        | 1937                                                                                     |
| Венеція        | 1       | 1        | 1941                                                                                     |
| Вадо           | 1       | -        | 1922                                                                                     |
| Віченца        | 1       | -        | 1997                                                                                     |

| Клуб        | У фіналі | Роки             |
| ----------- | -------- | ---------------- |
| Верона      | 3        | 1976, 1983, 1984 |
| Палермо     | 3        | 1974, 1979, 2011 |
| Кальярі     | 2        | 1969, 1970       |
| Алессандрія | 1        | 1936             |
| Анкона      | 1        | 1994             |
| Варезе      | 1        | 1970             |
| Катандзаро  | 1        | 1966             |
| Новара      | 1        | 1939             |
| Падова      | 1        | 1967             |
| СПАЛ        | 1        | 1962             |
| Удінезе     | 1        | 1922             |
| Фоджа       | 1        | 1969             |